# Jan de Lichte
Jan de Lichte (n. 7 aprilie 1723, Velzeke-Ruddershove⁠(d), Zottegem, Flandra, Belgia – d. 14 noiembrie 1748, Grote Markt⁠(d), Flandra, Belgia) a fost un erou  flamand și un lider de bandă. Potrivit documentelor si fratele mai mare al lui Jan precum și unchiul său au fost condamnați pentru furt.
Ca sa scape de saracie el s-a înrolat în armata austriacă și mai târziu în cea olandeză din care pana la urma a dezertat. 
Pe fondul razboiului austriac de succesiune inceput in 1740, cand armata franceza a invadat provincia si lipsurile au devenit mai acute, Jan savarseste primele fapte antisociale în satele vecine Dikkele și Strijpen. Acesta a fost momentul cand a inceput sa-si construiasca reputatia notorie. A adunat un grup de indivizi cu care a jefuit ferme izolate, adăpostindu-se în pădurea Raspaille din apropiere. 
Dupa semnarea tratatului de pace din 1748 dintre cele doua armate, franceza si austriaca, trupele franceze au intensificat cautarea lui Jan pe care l-au prins in luna septembrie. Pe data de 14 noiembrie, a fost legat de o roată de lemn și bătut pana la moarte în piața centrală din Aalst.
1. 1 2 3 4 5  DBNL, [Nummer 3], Ons Erfdeel. Jaargang 22 (în neerlandeză), accesat în 19 decembrie 2024